# تون انجی شیو
تون انجی شیو (انگلیسی: Tone Ng Shiu؛ زادهٔ ۲۶ مهٔ ۱۹۹۴) بازیکن راگبی ۷ نفره اهل نیوزیلند است.
وی در مسابقات کشوری و بین‌المللی در مجموع برندهٔ ۱ مدال نقره شده‌است.